# Samuel Heer

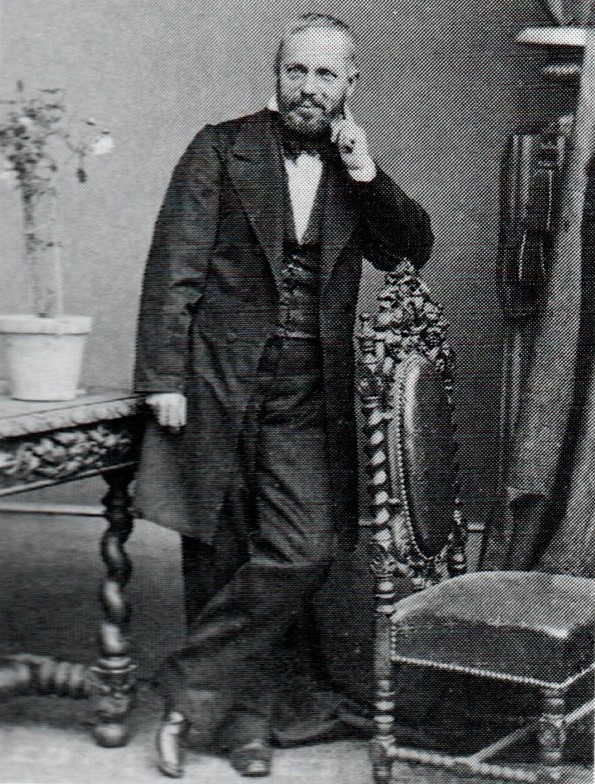
Samuel Heer

Samuel Heer-Tschudi (* 12. September 1811 in Matt; † 27. April 1889 in Lausanne) war ein Schweizer Spengler, Fotograf und Pionier der Daguerreotypie.

## Leben
Samuel wuchs als Sohn des reformierten Pfarrers Jakob Heer und der Susanna Sulser in Matt im Kanton Glarus auf. Nach Lehr- und Wanderjahren in ganz Europa reiste er im Oktober 1837 nach Lausanne, um Französisch zu lernen und liess sich wie später seine zwei Brüder in der Hauptstadt des Kantons Waadt nieder.
1837 heiratete er Agatha Augusta Elisabeth Tschudi und eröffnete in der Rue du Pont eine Spengler- und Lampenherstellerwerkstatt. Er stellte unter anderem Luftdrucklampen und sparsame Blechöfen her, die sich zu einem neuen Industriezweig entwickelten.
Heer lernte das Daguerreotypieren im Atelier von Frédéric Martens und Marc Secretan (1804–1867) in Lausanne. Er führte für sie Schleif- und Polierarbeiten an den versilberten und jodierten Kupferplatten aus und stellte für die beiden Etuis für die Daguerreotypien her. Er war einer der ersten Hersteller von lichtempfindlichen Fotoplatten für die Daguerreotypie in der Schweiz. 1840 nahm er zusammen mit von Martens und Secretan bei L. Fr. Compar Lektionen im Daguerreotypieren. Compar bezeichnete sich als Schüler von Louis Daguerre. Um sich vermehrt der Daguerreotypie widmen zu können, übergab Heer das Spengler- und Lampengeschäft nach und nach seinem Halbbruder Jacques Heer-Tobler, mit dem er seit 1842 zusammenarbeitete.
Von 1846 bis Juli 1848 lebte er in Paris, wo er seine Kenntnisse über die Fotografie bei bekannten Fotografen wie Noël Marie Paymal Lerebours vertiefte. Zurück in Lausanne eröffnete er ein Fotostudio, das für seine Porträtaufnahmen berühmt wurde. 1851 erwarb er ein Wohnhaus an der Rue Saint-François 20 und richtete dort sein Atelier und Magazin ein. 1857 erbte er das Haus seines Schwiegervaters und 1857 liess er sich im Nobelquartier Mornex nieder. Er reiste sehr oft nach Paris und bildete zahlreiche Fotografen aus. 1865 verkaufte er sein Fotoatelier seinem Neffen und Mitarbeiter Oswald Welti.

## Auszeichnungen
- Medaille d´argent, Bern 1848.
- Kupfermedaille, Dritte Schweizerische Industrieausstellung, Bern 1857.

## Ausstellung
- Fotostiftung Schweiz: Lichtspuren. Daguerreotypien aus Schweizer Sammlungen 1840 bis 1860. Vom 2. Dezember 2006 bis 18. Februar 2007[5]
- Ausstellung «Pionniers de la Photographie en Suisse Romande» 1. September bis 10. Januar 2021 im Museum Tavel[6]